# قرار مجلس الأمن التابع للأمم المتحدة رقم 168
قرار مجلس الأمن التابع للأمم المتحدة رقم 168، المعتمد يوم 3 نوفمبر 1961. بعد مقتل الأمين العام داغ همرشولد في حادث تحطم طائرة، اجتمع مجلس الأمن لاختيار خلفه. أوصى المجلس الجمعية العامة بتعيين الدبلوماسي البورمي يو ثانت أمينا عاما بالإنابة للفترة المتبقية من فترة همرشولد.
وقد اتخذ القرار بالإجماع من قبل جميع أعضاء المجلس.